# (37163) Huachucaclub
(37163) Huachucaclub (2000 WD11) – planetoida z pasa głównego asteroid okrążająca Słońce w ciągu 4,13 lat w średniej odległości 2,57 j.a. Odkryta 19 listopada 2000 roku.